# 虎杖浜

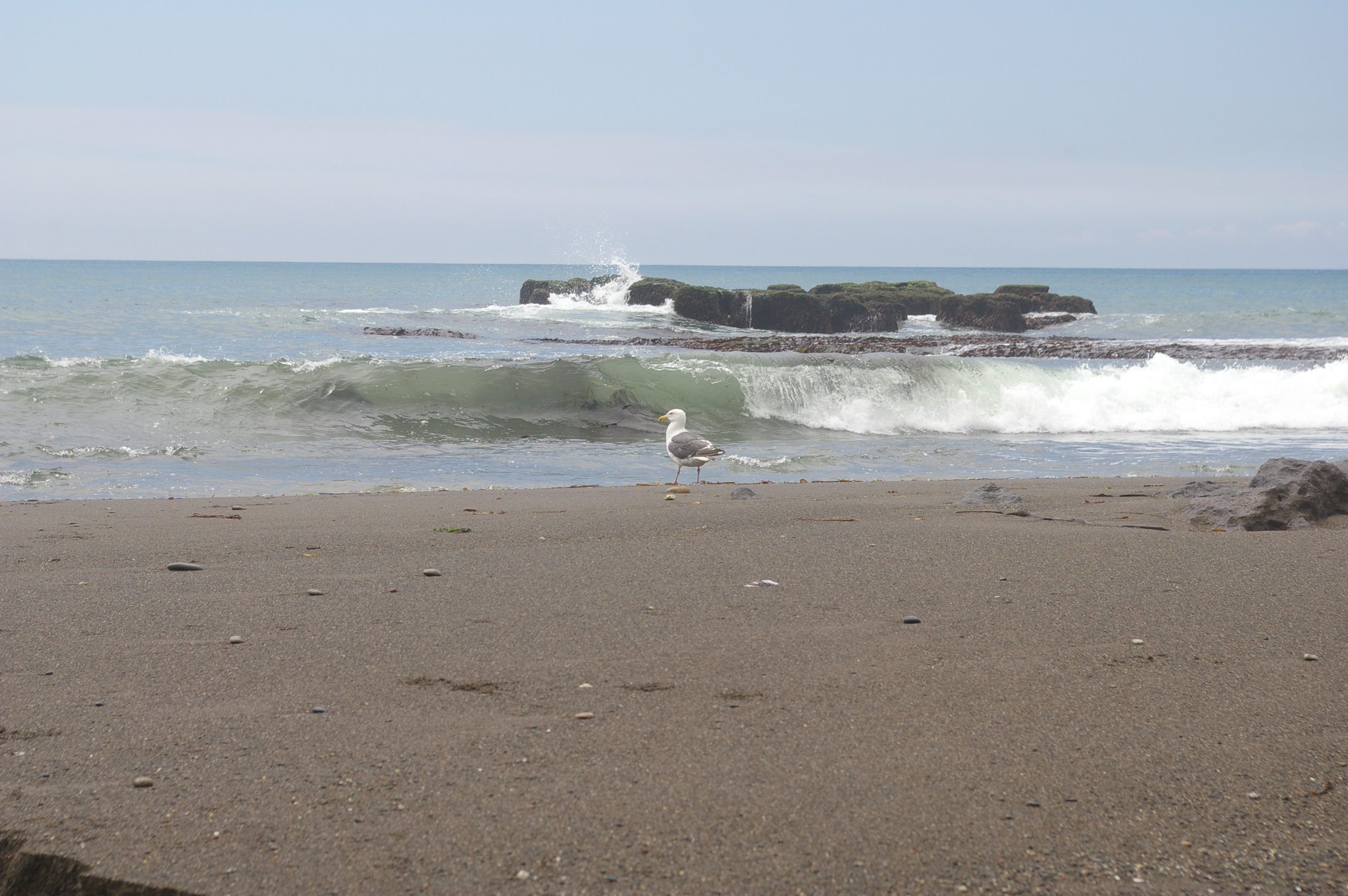

虎杖浜（こじょうはま）とは、北海道白老町にある地名。
虎杖浜温泉のほか、タラコの加工業者が集結しており、タラコの産地として知られる。

## 地名の由来
もともとアイヌ語で「クッタルシ（kuttar-us-i）」（イタドリ〔虎杖〕・群生する・ところ）、あるいは転訛して「クッタラシ」と呼ばれていたが、当地に鉄道が開通した際に、それを和訳し虎杖浜と名付けたのが始まりとされる。
なお近隣の倶多楽湖は「クッタルシにある湖」という意で「クッタルシト」と呼ばれていたことから現在の名となった。

## タラコの加工
虎杖浜の前浜で10月から翌年2月頃にかけて漁獲されるスケトウダラの卵巣を塩蔵加工した国産品のタラコを出荷することで知られる。一般的に流通しているタラコは、アメリカなど海外で漁獲され採卵し冷凍したものを日本国内で解凍のうえ塩蔵加工する。
国内産品の場合、塩蔵加工の工程前に冷凍し解凍するプロセスが無く、タラコ本来の旨味が生かされるため、味わいが高いとされる。
このため、虎杖浜産の「虎杖浜たらこ」は品質が高く、地域ブランド化（地域団体商標登録）された水産加工品として流通している（虎杖浜のものでも、一部業者は、輸入品のタラコもある）。

## アヨロ鼻
アヨロ鼻は、虎杖浜西端にある高台。
1941年12月8日、海軍省が防禦海面令に基づき津軽海峡方面防禦海面を指定した際には、アヨロ鼻が基準点（防禦海面はアヨロ鼻と尻屋崎を連結する線以西）の一つとなった。
1976年12月から2016年11月までの間には、海上保安庁室蘭海上保安部が管理していた灯台（アヨロ鼻灯台）が機能していた。灯台はコンクリート造りで高さ13m、外壁は紅白塗装。廃止理由は、全地球測位システムなどの航海計器の普及によって必要性が低下したこと、また、室蘭市のチキウ岬灯台と苫小牧市の苫小牧灯台の間にあり、両灯台の光の届く範囲がアヨロ鼻灯台の明かりと重複していたこともあるとされている。
廃止後、地域で灯台と周囲の利活用を目指す動きがあり、2018年、白老町が灯台の底地を買収。虎杖浜竹浦観光連合会が利用計画を策定している。

## レース鳩の放鳩地
浜が南へ向けて開けているため、北海道と本州間で行われるレース鳩競技の放鳩地（スタート地点）として選ばれることがある。

## 交通
- 国道36号
- JR北海道室蘭本線虎杖浜駅